# Вірменський національний рух
Вірменський національний рух або Вірменський загальнонаціональний рух (вірм. Հայոց Համազգային Շարժում, трансліт. Хаойтс Хамазґайн Шаржум) — політична партія, що діяла на території Вірменії з 1988 по 2013 роки.

## Історія

### Утворення
Політична партія виникла на основі резолюції Автономної Ради Нагірного Карабаху від 20 лютого 1988 року про возз'єднання з радянською Вірменією. Перше засідання, вимогою якого було приєднання Нагірного Карабаху до Вірменії, відбулося в Єревані 21 лютого 1988 року. Керівний комітет, на чолі з Ігорем Мурадяном, організований того ж місяця. Левон Тер-Петросян, майбутній президент Вірменії, був включений до правлячого органу в травні. 15 червня, за участю представників Вірменського національного руху у Верховній Раді ВРСР, прийнято постанову про вищезазначену злуку.

### Участь у парламентських виборах 1990
Вірменський національний рух брав участь у виборах до Верховної Ради Вірменської РСР, отримавши 59 місць у парламенті радянської республіки.

### Участь у президентських виборах 1991
Під час президентських виборів у, вже незалежній, Республіці Вірменія 1991 року партією було висунуто Левона Акоповича Тер-Петросяна. За результатами голосування, кандидат переміг, набравши 83% голосів виборців.

### Участь у президентських виборах 1996
Вірменський національний рух знову висунув Тер-Петросяна як свого кандидата на виборах Президента Вірменії. Він переміг з 51,3% голосів.

### Відставка Тер-Петросяна
Партія остаточно втратила значення, коли Левон Тер-Петросян йде у відставку зі свого поста в 1998 році. Повністю втрачає представництво у Національних зборах після парламентських виборів у Вірменії 1999 року, втративши 62 місця.

### Альянс лібералів і демократів за Європу
З 2010 року політична партія входила до партії Альянс лібералів і демократів за Європу.

### Участь у парламентських виборах 2012
Партія брала участь у виборах до парламенту Вірменії 2012 року, але отримала лише одне місце.

### Подальша діяльність
У липні 2012 року партія брала участь у форумі ліберальних партій Кавказького регіону. У форумі взяли участь Республіканська партія Грузії та партія Мусават. Обговорювалися питання спільного регіонального співробітництва, а також питання інтеграції в європейські структури.

### Розпуск
Востаннє Вірменський національний рух очолював Арам Манукян, і партія офіційно розпустилася у 2013 році.

## Депутати

### Перше скликання (1990)
- Араркцян Бабкен Гургенович
- Рубінян Карапет Рубенович
- Саакян Ара Акопович
- Манукян Вазген Мікаелович
- Сірадегян Вано Смбатович
- Асатрян Баграт Арташесович
- Папаян Рафаель Ашотович
- Шахназарян Давид Гургенович
- Григорян Степан Гургенович
- Абгарян Єрджанік Аветисович
- Восканян Ашот Вагінакович
- Манукян Арам Вигенович
- Алексанян Марат Єгорович
- Ширханян Ваган Жорайович
- Мартиросян Размік Мартиросович
- Нерсісян Гагік Грачайович
- Абрамян Гагік Аршавирович

### Друге скликання (1995)
- Араркцян Бабкен Гургенович
- Рубінян Карапет Рубенович
- Саакян Ара Акопович
- Лазарян Тер-Усік Бенікович
- Абгарян Єрджанік Аветисович
- Абрамян Гагік Аршавирович
- Айвазян Вардан Суренович
- Асатрян Баграт Арташесович
- Багдасарян Артур Ваганович
- Барсегян Степан Сарібекович
- Безірджян Хачатур Онікович
- Геворгян Самвел Володяєвич
- Гімішян, Мкртич Єгикович
- Єгорян Едуард Шмавонович
- Єгіазарян Армен Беніамінович
- Ігітян Ованес Гензікович
- Хачатрян Левік Манукович
- Хрімян Арарат Варданович
- Кіракосян Армен Арамович
- Акопян Алексан Акопович
- Айоцян Вардгес Арсенович
- Ованнісян Седрак Мнацаканович
- Малхасян Мяснік Жораєвич
- Макеян Петрос Степанович
- Манукян Арам Вигенович
- Манукян Пандухт Амаякович
- Мартиросян Размік Мартиросович
- Нерсісян Гагік Грачайович
- Восканян Ашот Вагінакович
- Папаян Рафаель Ашотович